# Kuželj (Delnice)
Kuželj je pogranično naselje u Hrvatskoj u sastavu Grada Delnica. Nalazi se u Primorsko-goranskoj županiji.

## Zemljopis
Nalazi se na zapadnoj obali rijeke Kupe. Sjeverozapadno su Suhor, Kočičin i Zagolik, sjeveroistočno je slovenski Kuželj (s druge strane rijeke), istočno-jugoistočno su Laze pri Kostelu (Slovenija), jugoistočno je Gladloka (Slovenija), Grbajel (Hrvatska) i Guče Selo (Hrvatska), južno je Ševalj.

## Stanovništvo
| broj stanovnika | 285   | 239   | 221   | 244   | 204   | 219   | 194   | 195   | 147   | 140   | 124   | 95    | 79    | 49    | 35    | 52    | 28    |
|                 | 1857. | 1869. | 1880. | 1890. | 1900. | 1910. | 1921. | 1931. | 1948. | 1953. | 1961. | 1971. | 1981. | 1991. | 2001. | 2011. | 2021. |

## Poznate osobe
- Vilko Gecan - hrv. slikar